# Cabra del Campo
Cabra del Campo (en catalán y oficialmente Cabra del Camp) es un municipio y localidad española de la provincia de Tarragona, en la comunidad autónoma de Cataluña. El término municipal, ubicado en la comarca del Alto Campo, tiene una población de 1321 habitantes (INE 2024).

## Geografía
El municipio forma parte de la comarca del Alto Campo y está situado concretamente en el norte de la misma, en el límite con la de la Cuenca de Barberá. El nombre del lugar puede encontrarse mencionado con la forma Cabra del Campo.

## Historia
El castillo de Cabra aparece citado desde 980, pero fue destruido a finales del siglo X.
Hasta la reforma de la nomenclatura municipal de 1916 el municipio se llamaba simplemente Cabra. En dicha fecha su nombre fue modificado por el de Cabra del Campo.

## Demografía
Cuenta con una población de 1321 habitantes (INE 2024).
| Gráfica de evolución demográfica de Cabra del Campo entre 1842 y 2021 |
| |
| Población de derecho según los censos de población del INE Población de hecho según los censos de población del INEEn estos censos se denominaba Cabra: 1842, 1857, 1860, 1877, 1887, 1897, 1900 y 1910 En estos censos se denominaba Cabra del Campo: 1920, 1930, 1940, 1950, 1960, 1970 y 1981 |

| 1900 | 1930 | 1950 | 1970 | 1981 | 1986 | 2008 | 2016 |
| ---- | ---- | ---- | ---- | ---- | ---- | ---- | ---- |
| 981  | 839  | 763  | 457  | 409  | 421  | 1078 | 1113 |

## Economía
Agricultura de secano (cereales, olivos, viñas y almedros).

## Patrimonio

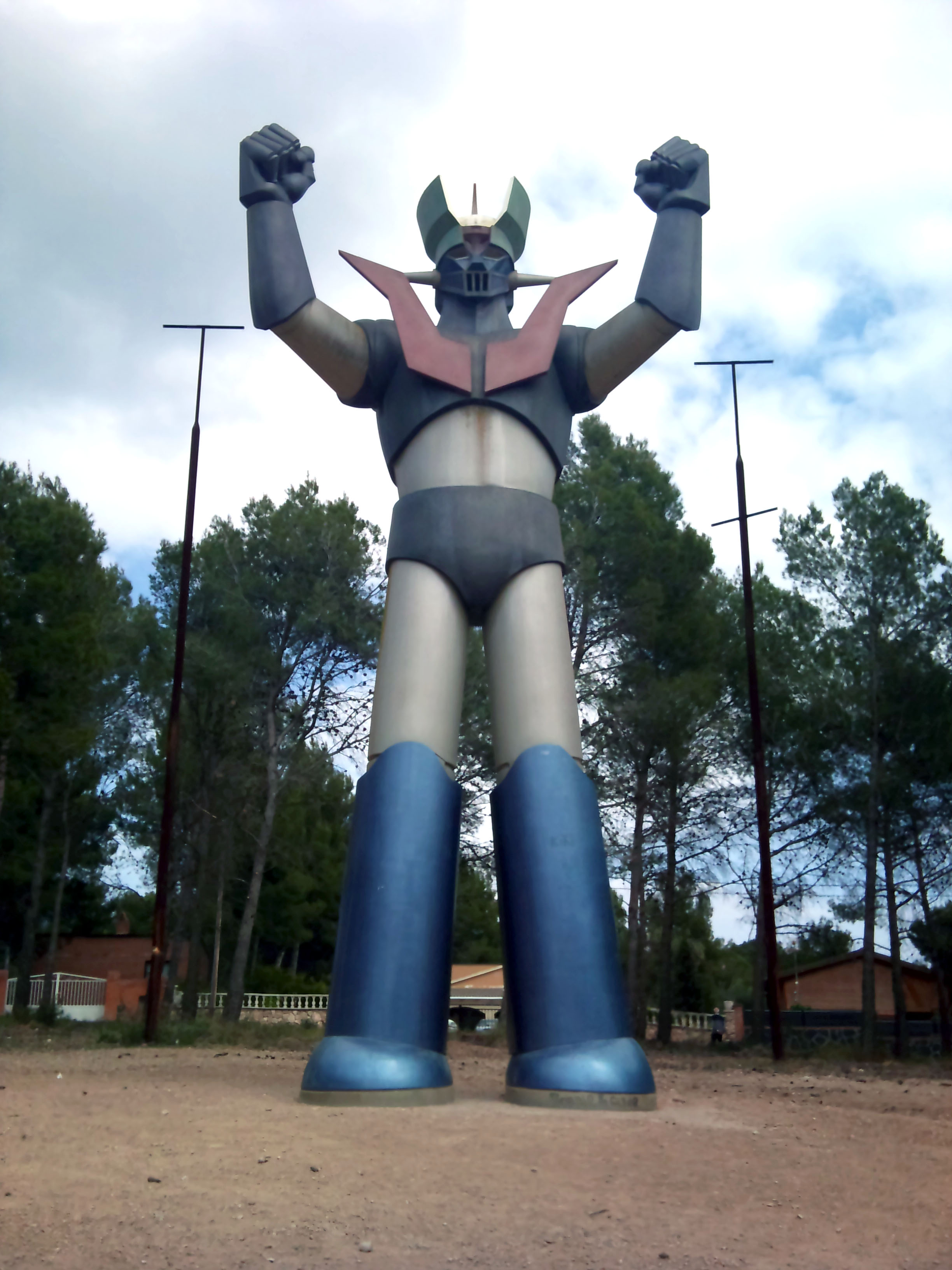
Estatua de Mazinger Z en Mas del Plata

En la urbanización Mas del Plata hay una estatua de Mazinger Z de unos 12 m de altura.